# Yasni
Yasni es un buscador de personas alemán, gestionado por la empresa yasni GmbH.
Yasni es un metabuscador que agrega resultados de búsqueda de fuentes externas.

## Formación y desarrollo
Yasni fue fundado por Steffen Rühl en el año 2007. En 2008, un grupo de inversores de Suiza, los Mountain Business Angels, entraron en el proyecto, lo que resultó en una expansión de Yasni y en la implantación de una versión internacionalizada de Yasni en Austria, Suiza, Gran Bretaña y en los Estados Unidos.
- Julio 2007: fundación de la empresa yasni GmbH.
- Octubre 2007: Yasni.de es inicializado.
- Febrero 2008: Yasni consigue por primera vez un millón de visitantes unívocos por mes.
- Noviembre 2008 Yasni inicializa páginas web regionales para Austria, Suiza, Gran Bretaña y los EE. UU.
- Marzo 2009: según comScore, Yasni estaba entre los 100 páginas web más visitadas en Alemania en 2008 y fue la página web con las más altas tasas de crecimiento de los usuarios alemanes.
- Septiembre 2010: después de un reportaje en la cadena de televisión alemana ZDF, yasni experimenta un récord de visitantes en yasni.de con casi 500.000 visitantes.
- Octubre 2010: yasni registra  22 millones de visitantes y 50 millones de visitas de la página por mes. Más de un millón de usuarios se han registrado.
- Diciembre 2010: la versión de país de Francia es puesto en marcha. La página ahora está disponible también en francés.
- Marzo 2011: las versiones de país de España/español e Italia/italiano son activadas.
- Agosto 2011: las versiones de idiomas de holandés y portugués son añadidos.
- Septiembre 2011: uno tras otro, las versiones regionales yasni.nl, yasni.ca e yasni.com.br son lanzados.
- Verano 2011: el diseño de la página es reorganizado completamente.

## Funciones
Además de la búsqueda simple hay también la posibilidad de recibir nuevos resultados de búsqueda periódicamente por correo electrónico, o insertar un aviso de búsqueda de una persona.
En el año 2009, yasni desarrolló una herramienta que se llama People Search, con la que se puede encontrar personas adecuadas a ciertos términos. 
Yasni les permite a sus usuarios a crear un perfil gratuito, facilitándoles a asignar los resultados de búsqueda inequívocamente a sí mismo. Gracias a más posibilidades como añadir enlaces propios, textos o imágenes o crear una tarjeta de presentación virtual, yasni les facilita a sus usuarios separarse de tocayos, así haciendo posible una activa administración de la reputación propia. Además, los usuarios también pueden utilizar todas las posibilidades y funciones de comunicación comunes de una red social.
Desde 2009, Yasni ofrece perfiles Premium, que cuestan una pequeña tasa, y que les dan a los usuarios la posibilidad de utilizar más funciones en el sector “representación en línea” o “búsqueda”, dependiente del producto que el usuario elige.

## Uso
Según el estudio AGOF, yasni.de ocupa el lugar 29 de las ofertas de internet alemanas.

## Crítica
Lo que se critica sobre Yasni es el sector del motor de búsqueda, porque se estima que este es jurídicamente cuestionable desde el punto de vista de la protección de datos, ya que se junta resultados de búsqueda (aunque estos datos son públicamente visibles en el internet) en un resumen parecido a un dossier.
Yasni también ha participado en algunos juicios sobre el tema de la protección de datos en el internet.
También se critica la optimización de motores de búsqueda, que causa que los páginas de resultados de Yasni desplazan los verdaderos resultados de búsqueda de Google. 